# ネヴァー
ネヴァー (NeVeR)は、ポーランドのメロディックデスメタルバンドである。

## 略歴
1996年に、Sepsisというバンドで活動していたセバスチャン・"セバ"・シノヴェツによって始動している。ただし、バンド自体の結成年は1997年とされている。この時点でバンド名は特に決まっていなかった。最初のラインナップは、セバスチャン・"セバ"・シノヴェツ (G、Vo)、ローマン・"ロメックス"・レクチンスキー (G)、レシェク・"ペパン"・シェヴツヴィアニェチ (Ds)であった。バンド名は、1stアルバム製作中にNeVeR決定した。
その後、1999年にベーシストのピョートル・ヴァヴジニャクが脱退し、ヤロスラヴ・"ヤレックス"・ピエトルチック (B)が加入し、1stアルバム『Monument』をレコーディング。その後、ロンドンのソニックアタックと契約し、1stアルバム『Monument』はインターネットで販売される。その後、NeVeR Managementを立ち上げ、KOCHインターナショナル・ポルスカと契約し、1stアルバム『Monument』はリリースされる。
2001年に2ndアルバム『Mind Regress』をレコーディング。レコーディング後、本アルバムはNeVeR Managementからリリースされる予定であったが、メタル・マインド・プロダクションズと契約し、2002年末に2ndアルバム『Mind Regress』をリリースする。同アルバムは、メタル・マインド・プロダクションズのベストセラーチャートで19位にランクインした。
ツアーの後、3rdアルバムの製作に取り掛かるが、製作中の2005年末にギタリストのローマン・"ロメックス"・レクチンスキーが脱退。そして、アンジェイ・ポトシャドウォ (G)とアンナ・"キメラ"・ジュブ (Vo)が加入。ツアーをこなすものの、3rdアルバムのレコーディングに入ることができず、2006年9月には、ヤロスラヴ・"ヤレックス"・ピエトルチックが脱退する。この脱退がきっかけとなり、活動を休止(事実上解散)する。
しかし、周囲の人々からの説得によって数週間後にNeVeRは復活する。復活後のラインナップは、セバスチャン・"セバ"・シノヴェツ (G, Vo)、ヤツェク・ヒロ (G:ディエズ・イラエ、セプティック)、ヤロスラヴ・"ヤー・ヤー"・ピエトルチック (B)、ヤクブ・"クラウド"・フムーラ (Ds)である。ヤロスラヴ・ピエトルチックは、復帰後、ミドルネームを"ヤレックス"から"ヤー・ヤー"に変更している。
2007年から3rdアルバムをレコーディング。レコーディングに際しては、デカダンスのメタリック・キティにゲストヴォーカルを依頼したが、スケジュールの都合により実現せず、それに代わってアーチ・エネミーで活躍するアンジェラ・ゴソウがゲストヴォーカルで参加する。また、当時ヴェイダー、ディエズ・イラエのマウザーがゲストギタリストとして参加した。
3rdアルバムは、当初『Morbid Danger』というタイトルであったが『Back To The Front』というタイトルで2009年にリリースされた。日本では、スピリチュアル・ビーストから日本盤がリリースされ、日本デビューを果たした。
2013年に解散した。

## メンバー

### 現メンバー
- セバスチャン・"セバ"・シノヴェツ (Sebastian "Seba" Synowiec) - ギター、ボーカル (1996 - 2006、2006 - 2013)
- ヤツェク・ヒロ (Jacek Hiro) - ギター (2007 - 2013)

セプティック、ディエズ・イラエ、ヴァージン・スナッチでも活動。ディキャピテイテッドにライヴサポートとして参加していた時期がある。
- ヤロスラヴ・"ヤー・ヤー"・ピエトルチック (Jarosław "Jar Jar" Pietrzyk) - ベース (1999 - 2006、2006 - 2013)
2006年の脱退前は、ミドルネームは、"ヤレックス" ("Jarex")であった。
- ヤクブ・"クラウド"・フムーラ (Jakub "Cloud" Chmura)- ドラムス (2006 - 2013)

### 旧メンバー
- アンナ・"キメラ"・ジュブ (Anna "Chimera" Dziób) - ボーカル (2006)
- ローマン・"ロメックス"・レクチンスキー (Roman "Romex" Leszczyński) - ギター (1996 - 2005)
- アンジェイ・ポトシャドウォ (Andrzej Podsiadło) - ギター (2005 - 2006)
- プシェメック (Przemek) - ベース (1998)
- ピョートル・ヴァヴジニャク (Piotr Wawrzyniak) - ベース (1998 - 1999)
- レシェク・"ペパン"・シェヴツヴィアニェチ (Leszek "Pepan" Szewczuwianiec) - ドラムス (1996 - 2006)

### ゲストメンバー
- アンジェラ・ゴソウ (Angela Gossow) - ボーカル
3rdアルバム『Back To The Front』に参加。アーチ・エネミーで活動中。
- マウザー (Mauser) - ギター
3rdアルバム『Back To The Front』に参加。ヴェイダー、ディエズ・イラエで活動。

## ディスコグラフィ
- 1999年 Monument
- 2002年 Mind Regress
- 2009年 Back To The Front